# توغ‌لو (کاهتا)
توغ‌لو {{ترکی|Tuğlu) (به کردی: Sêvik) یک منطقهٔ مسکونی کردنشین در ترکیه است که در کاهتا واقع شده‌است.